# Egon Rosenberg
Egon Gerrit Rosenberg (* 5. September 1895 in Emden; † 27. Dezember 1976 ebenda) war ein deutscher Politiker (FDP) und Mitglied des Niedersächsischen Landtages sowie Oberbürgermeister von Emden.

## Leben
Nach dem Besuch der Volksschule absolvierte Egon Rosenberg eine kaufmännische Ausbildung und arbeitete als Gehilfe. Im Ersten Weltkrieg war er Kriegsteilnehmer in den Jahren 1915 bis 1918. Er trat 1919 in die Deutsche Demokratische Partei ein. In einem Exportunternehmen arbeitete er in den Jahren 1919 und 1920 zunächst als Gehilfe, danach als Prokurist. Im Jahr 1921 wurde er Inhaber der Emder Unternehmen Rosenberg & Co. und Schönberg & Neumark.
Egon Rosenberg wurde 1946 FDP-Bezirksvorsitzender und später Senator und Oberbürgermeister (September 1946) in der Stadt Emden.
Vom 20. April 1947 bis 5. Mai 1955 war er Mitglied des Niedersächsischen Landtages (1. und 2. Wahlperiode). Er übernahm vom 1. Juni 1953 bis 11. Mai 1954 den stellvertretenden Vorsitz in der Landtagsfraktion der FDP; vom 11. Dezember 1947 bis 30. April 1951 hatte er zudem den Vorsitz des Verkehrsausschusses inne. 